# Vil·la Maricel (Argentona)
La Vil·la Maricel és una obra d'Argentona (Maresme) protegida com a Bé Cultural d'Interès Local.

## Descripció
Xalet de planta rectangular de planta baixa, pis i golfes.
Les obertures de la façana són simètriques entre el pis i la planta baixa, amb el balcó de sobre la porta a l'entrada de balustrada, i els altres dos balcons són de ferro forjat.
El coronament, de balustrada, té un frontis amb la inscripció "Villa Maricel".